# Olga Carmona
Olga Carmona (ur. 12 czerwca 2000 w Sewilli) – hiszpańska piłkarka, występująca na pozycji obrończyni w hiszpańskim klubie Real Madryt oraz w reprezentacji Hiszpanii. Uczestniczka Mistrzostw Świata 2023 oraz Mistrzostw Europy 2022.

## Statystyki

### Klubowe
Na podstawie:
| Klub        | Sezonów | Liga    | Liga  | Liga   | Puchar krajowy | Puchar krajowy | Kontynentalne | Kontynentalne | Suma  | Suma   |
| Klub        | Sezonów | Liga    | Mecze | Bramki | Mecze          | Bramki         | Mecze         | Bramki        | Mecze | Bramki |
| ----------- | ------- | ------- | ----- | ------ | -------------- | -------------- | ------------- | ------------- | ----- | ------ |
| Sevilla FC  | 2       | Liga F  | 50    | 2      | 5              | 0              | –             | –             | 55    | 2      |
| Real Madryt | 4       | Liga F  | 99    | 14     | 9              | 1              | 16            | 6             | 39    | 6      |
|             | Łącznie | Łącznie | 149   | 16     | 14             | 1              | 16            | 6             | 183   | 52     |

### Reprezentacyjne
Na podstawie:
| Mecze i gole w reprezentacji podczas Mistrzostw Świata 2023 | Mecze i gole w reprezentacji podczas Mistrzostw Świata 2023 | Mecze i gole w reprezentacji podczas Mistrzostw Świata 2023 | Mecze i gole w reprezentacji podczas Mistrzostw Świata 2023 | Mecze i gole w reprezentacji podczas Mistrzostw Świata 2023 | Mecze i gole w reprezentacji podczas Mistrzostw Świata 2023 | Mecze i gole w reprezentacji podczas Mistrzostw Świata 2023 | Mecze i gole w reprezentacji podczas Mistrzostw Świata 2023 |
| Lp.                                                         | Data                                                        | Miasto                                                      | Przeciwnik                                                  | Wynik                                                       | Gole                                                        | Inne                                                        | Faza rozgrywek                                              |
| ----------------------------------------------------------- | ----------------------------------------------------------- | ----------------------------------------------------------- | ----------------------------------------------------------- | ----------------------------------------------------------- | ----------------------------------------------------------- | ----------------------------------------------------------- | ----------------------------------------------------------- |
| 1.                                                          | 21.07.2023                                                  | Wellington                                                  | Kostaryka                                                   | 3:0 (3:0)                                                   |                                                             |                                                             | Faza grupowa                                                |
| 2.                                                          | 26.07.2023                                                  | Auckland                                                    | Zambia                                                      | 5:0 (2:0)                                                   |                                                             |                                                             | Faza grupowa                                                |
| 3.                                                          | 31.07.2023                                                  | Wellington                                                  | Japonia                                                     | 0:4 (0:3)                                                   |                                                             | 45'                                                         | Faza grupowa                                                |
| 4.                                                          | 11.08.2023                                                  | Wellington                                                  | Holandia                                                    | 2:1 (0:0)                                                   |                                                             |                                                             | Ćwierćfinał                                                 |
| 5.                                                          | 15.08.2023                                                  | Auckland                                                    | Szwecja                                                     | 2:1 (0:0)                                                   | 89'                                                         |                                                             | Półfinał                                                    |
| 6.                                                          | 20.08.2023                                                  | Sydney                                                      | Anglia                                                      | 1:0 (1:0)                                                   | 29'                                                         |                                                             | Finał                                                       |

## Sukcesy
Na podstawie:

### Reprezentacyjne
- Mistrzyni Świata 2023
- Mistrzyni Europy U-19 2018